# Fâsă de câmp

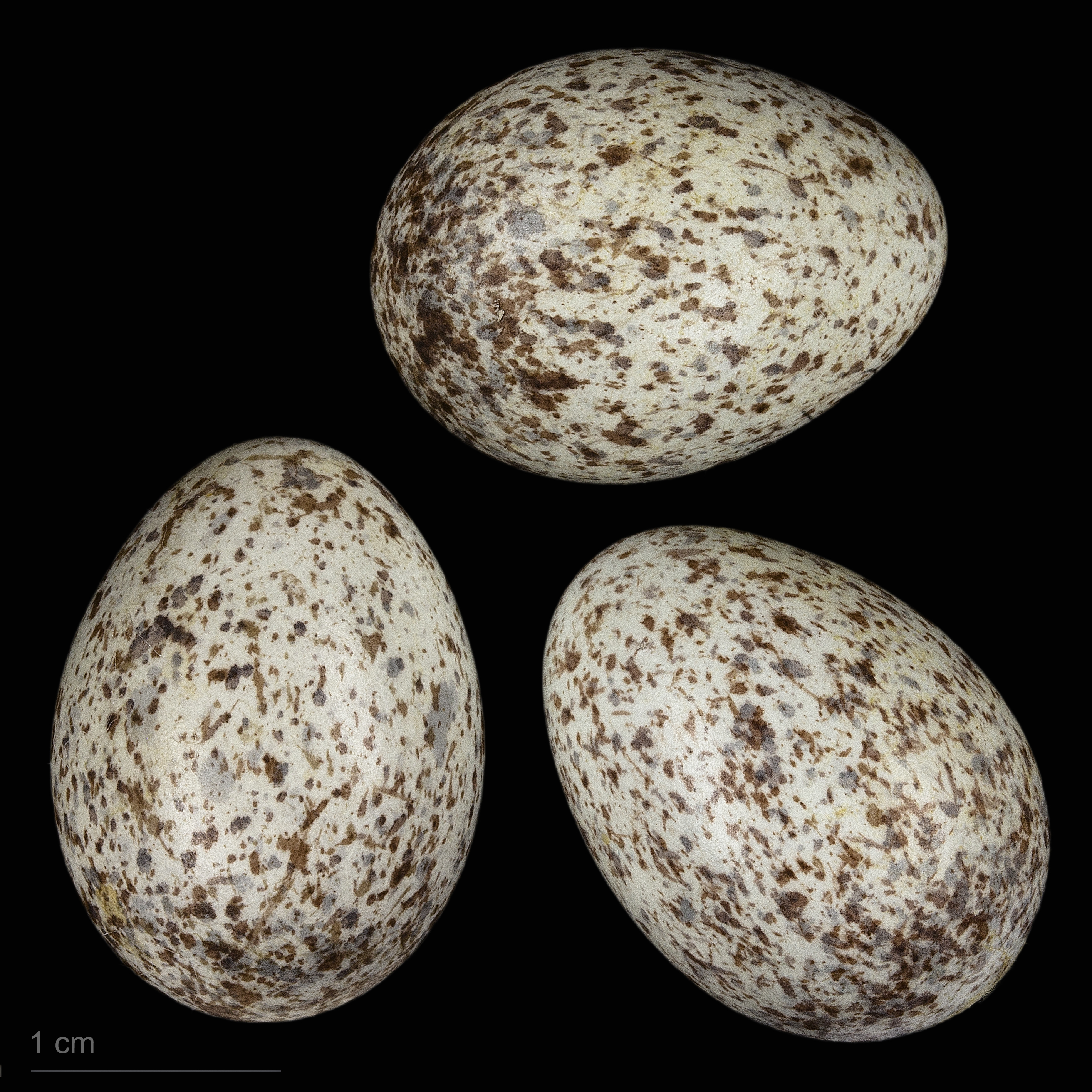
Anthus campestris campestris - MHNT

Fâsa de câmp (Anthus campestris) este o pasăre migratoare insectivoră, din familia motacilidelor (Motacillidae), care cuibărește în habitate naturale uscate deschise - stepe și semi-deșerturi, dune de nisip, lande nisipoase, pășuni uscate, zone defrișate, în cariere de pietriș.  Este larg răspândită în centrul și sudul Europei, la est până în Mongolia și Kazahstan, iar la sud până în nordul Afganistanului și nord-vestul Chinei. Cuibărește de asemenea în Orientul Mijlociu și nord-vestul Africii. Iernează în Africa subsahariană (în principal în Sahel), Arabia și sud-vestul Asiei.
Sunt descrise 4 subspecii (campestris, griseus, kastschenkoi și boehmii). În România și Republica Moldova cuibărește subspecia nominată campestris în zonele nisipoase, pietroase din stepă cu multe tufișuri joase, pe dune fixate de vegetație, câmpuri și pante înțelenite, pășuni și sectoare virgine printre terenurile cultivate. În România este mai frecventă în Dobrogea, Delta Dunării, în Lunca Dunării, sudul Moldovei, nord-vestul Transilvaniei  și al Câmpiei  de Vest. În Republica Moldova este prezentă pe tot teritoriul în zonele favorabile, însă pretutindeni într-un număr redus. În România cuibăresc 150.000-220.000 de perechi, iar în Republica Moldova 2.000-3.000 de perechi. Este o pasăre migratoare, care sosește din țările calde în România și Republica Moldova în aprilie și pleacă pentru a ierna în Africa și sudul peninsulei Arabia la finele lui septembrie.
Are o lungime de 16,5-17 cm și o greutate de 17-32 g. Longevitatea maximă cunoscută este de cinci ani. Sexele sunt asemănătoare și nu se pot diferenția după penaj, dar masculul este mai mare. Este o fâsă ușor de distins, cu penajul destul de uniform colorat, coada lungă și o ținută asemănătoare cu cea a codobaturilor. Are sprânceana evidentă alb-gălbuie sau ocru (brun-gălbuie), dunga loreală și mustața negricioase. Regiunea auriculară brună cu pete mici alb-gălbui. Dunga malară (dunga laterală a gâtlejului) distinctă, îngustă brun-închisă. Părțile superioare brun-nisipiu deschise, uneori cu o nuanță cenușie și striații slab vizibile brun-negricioase, partea inferioară a spatelui și târtița fără striații. Părțile inferioare alb-gălbui, pieptul și flancurile ocru, pieptul cu striații rare scurte de culoare brun-închisă. Tectricele subalare și axilare ocru-crem. Remigele aripilor și tectricele primare brun-închise cu marginile înguste albe, remigele terțiare și tectricele supraalare mari de culoare mai deschisă cu marginile și vârfurile late ocru-nisipii, tectricele supraalare mijlocii cu centrele negricioase și vârfurile late ocru-albe (formează o dungă slab conturată pe aripă), tectricele supraalare mici brun-nisipii. Coada brun-negricioasă, rectricele centrale au marginile ocru-deschise sau ocru-roșcate, cele două perechi laterale de rectrice au steagul intern cu pete cuneiforme ocru-deschise, steagul extern și o mare parte distală a steagului intern albe. Irisul brun-negricios; ciocul brun-închis, baza mandibulei inferioare de culoare cărnie (roz-bruniu deschisă); picioarele de culoare vie cărniu-gălbuie. Strigătul foarte asemănător cu al vrabiei de casă, "cip" sau "țiip"  cu unele variații. Cântecul este un "țirlii" sau "țirluii" sau "țirliiu", repetat lent, emis în zbor sau de pe un suport.
Se hrănește în principal cu insecte, dar consumă și alte nevertebrate (păianjeni, melci) și semințe; rareori vertebrate mici (reptile). Își procură hrana în principal pe pământ, alergând și culegând cu ciocul insectele. Uneori sare în sus pentru a prinde insectele care zboară, cum ar fi termitele, rareori zboară după insectele din aer sau planează pe loc pentru a le găsi. Este o specie teritorială și monogamă. Cuibul construit în principal de către femelă, uneori ajutată de mascul, are o formă de cupă făcută din tulpini de iarbă, frunze și rădăcinuțe, căptușit în interior cu fire fine de ierburi, rădăcinuțe și resturi de vegetație fină uscată și păr animal. Cuibul este amplasat pe pământ într-o adâncitură sau o gropiță din sol sau în smocuri de iarbă. Depune de obicei o pontă pe an în mai-iulie, ocazional depune două ponte. Ponta constă din 3-6 ouă, de obicei 4-5. Clocitul este asigurată în special de către femelă și durează 11,5-14 zile, de obicei 12 zile. Puii din cuib sunt hrăniți de ambii părinți timp de 13-14 zile, după ce au părăsit cuibul puii stau lângă cuib și sunt îngrijiți de ambii părinți timp de 4-5 săptămâni până devin independenți.

## Arealul
Cea mai comună și cea mai larg răspândită dintre fâsele mari din Europa, fâsa de câmp se întâlnește din Europa continentală până în vestul Chinei, iar la sud până în nordul Africii și Orientul Mijlociu, unde este un oaspete de vară în zonele uscate, acoperite cu iarbă, fără copaci, inclusiv pe coastele nisipoase ale mărilor, în lande și în locurile defrișate cu sol nisipos din păduri.
Cuibărește în cea mai mare parte a Europei (cu excepția nordului și centrului Scandinaviei, Marii Britanii, Irlandei, Olandei și nord-vestului Franței), de la extremul sudic al Suediei, Danemarca și Regiunea Baltică (la nord pana la Sankt Petersburg) spre sud până în țările și insulele mediteraneene; arealul s-a redus în special în vestul Europei. În Europa cuibărește în următoarele țări: Albania, Armenia, Austria, Azerbaidjan, Bielorusia, Bosnia și Herțegovina, Bulgaria, Cehia, Croația, Danemarca, Elveția, Estonia, Finlanda, Franța, Georgia, Germania, Grecia, Italia, Kosovo, Letonia, Lituania, Macedonia, Moldova, Muntenegru, Polonia, Portugalia, România, Rusia, Serbia, Slovacia, Slovenia, Spania, Suedia, Turcia, Ucraina, Ungaria.
În nordul Africii, cuibărește în Maroc, Algeria și Tunisia,, probabil și în nord-vestul Libiei, sud-vestul Mauritaniei și nord-vestul Somaliei.
La est cuibărește din Bielorusia, Ucraina și Turcia spre est, prin Asia Centrală (în general, la sud de 50/55° N), până în nord-vestul și sud-centrul Mongoliei, nord-vestul și sud-vestul Kazahstanului, iar la sud până în nordul Iranului, centrul și nordul Afganistanului, munții Alataul Djungarian și nord-vestul extrem al Chinei (Tian-Șan, în nordul regiunii autonome Xinjiang).
Cuibărește de asemenea în unele locuri din Orientul Mijlociu (Liban, sudul Siriei, nordul Israelului).
Iernează în Africa subsahariană (în principal în Sahel), Arabia și sud-vestul Asiei (sudul Iranului, Pakistan), la est până în India.
Arealul după Cramp, care acoperă o zonă mult mai mare în estul Asiei, se bazează probabil pe Etchécopar & Hüe, care tratează fâsa lui Blyth (Anthus godlewskii) ca o subspecie a fâsei de câmp; de asemenea harta lui Dawaa et al., care arată că fâsa de câmp cuibărește în toată Mongolia, include și fâsa lui Blyth.

## Vocea
Cântecul masculului este simplu și slab dezvoltat și constă dintr-o notă formată de obicei din 2-3 silabe (dar uneori polisilabică) ascendente și răsunătoare, care sunt repetate monoton și destul de lent de 7-12 ori la fiecare 1,5-3 secunde timp de până la aproape 1,5 minute, adesea accentuate și alungite la sfârșit, de ex.  "țirlii, țirlii, țirlii", "țiirluii, țiirluii, țiirluii...", "țirluii, țirluii, țirluii", "țirliiu, țirliiu, țirliiu", "țirliih … țirliih … țirliih …", "țirl ii u, țirl ii u, țirl ii u...", "țirlii, țirlii, țirlii...", "țirl uu, țirl uu, țirl uu",  "cerlii … cerlii … cerlii …" sau alte asemănătoare.
Thorsten Elfström, care a studiat o populație suedeză, a constatat că există o oarecare variație inter-individuală dar destul de mică intra-individuală și că cântecul nu conține elemente stereotipice, specifice speciei sau părți de elemente (Wallschläger a făcut remarcă similară).  Unele variații ale cântecului au fost observate, de ex. în Balcani un "sr'r'riuh", tremurător și cu un ton descendent.
Cântecul este interpretat mai ales în timpul zborului descendent sau în zbor ondulat și circular la fiecare ondulare a zborului, uneori la înălțimi destul de mari, precum și de pe un suport (când pasărea stă cocoțată pe o piatră sau pe o tufă scundă sau pe o creangă etc.) sau de pe pământ; după Cramp circa 60% în zbor, în timp ce Thorsten Elfström a observat că este interpretat în 43% în zbor într-un eșantion de 322 de cântece de la 20 de indivizi. Cântecul se aude de la sfârșitul lui aprilie până în iulie.
Se afirmă că și femela cântă, mai ales când zboară spre și de la cuib.
Există două tipuri principale de strigăte comune emise în zbor, dar tranziția dintre ele este destul de graduală și există o variație considerabilă atât intra-, cât și inter-individuală.
Cel mai adesea auzit este un strigăt destul de exploziv și ușor bolborosit, de ex. "ciriip" destul de discret, "cirlup", "cerliip", "pșrii(u)", "ps(r)iu", "pciliu", "cilp", "cil(r)p", "celp", și variații pe această temă. Acesta se asemăna cu unul dintre strigătele vrabiei de casă (Passer domesticus). Pentru o ureche experimentată acesta este un caracter diagnostic excelent, deși este aproape asemănător cu strigătul corespunzător al fâsei de Canare (Anthus berthelotii) și ar putea fi confundat cu cel al fâsei lui Richard (Anthus richardi) și cu unul din strigătele fâsei lui Blyth (Anthus godlewskii). Acest tip de strigăt este emis în general în zbor atunci când pasăre este singură (sau în legătură cu disputele teritoriale, conform lui Thorsten Elfström), sau când este zburătăcită. Emite și un "cilp" puternic asemănător cu cel al codobaturii galbene (Motacilla flava) sau un "cilrp" mai slab.
Cel de-al doilea tip de strigăt este emis de obicei în contexte mai sociabile și neagonistice, de ex., când două sau mai multe păsări zboară împreună în timpul migrației. Acest strigăt este scurt, destul de slab, nedeslușit, un "cirriup", "cirliup", "cip", "ciup", "plit", sau ceva similar, întrucâtva asemănător cu cel al fâsei lui Richard (Anthus richardi), dar mai puțin strident. El este adesea dublat, de ex. "ciup-ciup" sau emis în combinație cu primul tip de strigăt, "cil(r)p ciup" sau "cil(r) p ciup-ciup". Acest din urmă tip de strigăt este foarte asemănător cu strigătul corespunzător al fâsei lui Blyth (Anthus godlewskii) și strigătul fâsei orientale (Anthus rufulus). Un singur strigăt "cip" sau "ciup" scurt, neascuțit poate fi înșelător și asemănător cu strigătul "cep" al fâsei lui Blyth (Anthus godlewskii), dar este mai strident și nu este nazal. Emite și un strigăt mixt, de ex. un "cilp-cirp-ci-ciup", care uneori sună asemănător cu strigătul distant al ciocârliei de stol (Calandrella brachydactyla).
Strigătul de alarmă emis în apropierea cuibului este descris de Glutz von Blotzheim & Bauer ca un "srii" strident, "tji-tji-tji" ascuțit sau "drieh", "dcieh", sau uneori "hip" sau "dih". Göran Högstedt afirmă că strigătul de alarmă emis în apropierea cuibului este un "srie" asemănător cu strigătul de alarmă emis de codobatura albă (Motacilla alba) în aceeași circumstanță.

## Habitatul
Fâsa de câmp cuibărește în habitate naturale aride deschise, nisipoase, cu vegetație joasă (iarbă), fără copaci – în terenuri agricole părăginite, stepe aride, pășuni uscate, zone defrișate cu sol nisipos din păduri, lande nisipoase, dealuri uscate, pe coastele nisipoase ale mărilor acoperite cu dune de nisip, pe malurile nisipoase ale râurilor și lacurilor, în albiile râurilor secate, în semideșert, pe pantele aride ale munților etc. și în habitate artificiale, de ex. în carierele de pietriș (balastiere), la margini de drumuri, în podgorii. Preferă zonele cu arbuști pitici și arbori de talie mică ca locuri de unde cântă. În centrul și estul arealului cuibărește în stepă și semi-deșerturi. În sudul Europei cuibărește pe pante montane aride, uneori și în goluri montane. Specia preferă solul uscat, dar nu prea arid, în zonele situate la latitudini mijlocii, de la țărmurile Mării Mediterane și stepe până în regiunile temperate. Habitatele preferate sunt mai răspândite în zonele de câmpii continentale însorite, dar local habitatul lor ajunge și la altitudini mari. Evită terenurile abrupte și stâncoase și vegetația înaltă.  În Germania cuibărește pe terenuri arabile nisipoase și pe maluri nisipoase de râuri, lacuri; habitate similare sunt ocupate în alte regiuni din vestul Europei. În nord-vestul Africii cuibărește pe pante uscate și platouri până la altitudinea de 2.400 m, fiind o specie abundentă în Munții Atlas deasupra liniei copacilor, până la altitudinea de 3.000 m.
În Rusia cuibărește mai ales în habitatele aride din stepă. În câmpie, fâsa de câmp poate fi întâlnită în stepele acoperite cu colilie (Stipa) și păiuș (Festuca valesiaca) și în zone nisipoase cu tufe de perișor racemos (Leymus racemosus). În Ucraina, este obișnuită în desișurile de salcie roșie (Salix acutifolia) din zone nisipoase, unde tufișurile de salcie sunt foarte joase și rare. Cuibărește și în stepa aridă deluroasă și în câmpii nisipoase acoperite cu euforbii (Euphorbia) sau cu mărăcinișuri rare și caragană pitică (Caragana frutex). În multe locuri cuibărește în pășuni. Cuibărește și în câmpurile și toloacele cu sol nisipos, adesea în grădini și pepenării. De asemenea, locuiește în perdelele forestieră tinere de protecție și poate fi întâlnită și în păduri mici, rare și pipernicite din stepe. Mai aproape de limita nordică a arealului, fâsa de câmp pătrunde în pădure: în rezervația naturală Naurzum din Kazahstan, cuibărește, în afară de stepă, și în poienile întinse din păduri, în Altai, ре lângă dunele de nisip din stepă, cuibărește la marginea pădurii și în poienile cu pini. Lângă Leningrad cuibărește în maidanele nisipoase, formate după tăierea pădurilor de pini, în Bielorusia, această pasăre ocupă toate spațiile eliberate de pădure.
În munții din Armenia cuibărește în locuri deschise din diferite landșafte, mai ales în locuri pietroase, cu vegetație redusă. Aici multe cuibăresc în vegetația friganoidă, în apropierea semănăturilor și în fânețe cu tufișuri de migdale sălbatice, în zona stepilor montane cuibărește în semănături și fânețe, la altitudini mai mari în culturile de cereale din lunci și în pajiștele de pe pantele umede de munte.
În România cuibărește mai ales în ținuturile joase, aride, adesea nisipoase, cu puțină vegetație din zonele de stepă și câmpie cu mărăcinișuri, în câmpurile înțelenite, sau în stâncăriile joase, mai ales în Dobrogea, Delta Dunării, în Lunca Dunării, sudul Moldovei, nord-vestul Transilvaniei și al Câmpiei  de Vest. Este posibilă clocirea ei în toată România, în zonele favorabile. În timpul pasajului o putem întâlni aproape în toate zonele de câmpie.
În Republica Moldova este prezentă pe tot teritoriul, locurile caracteristice de cuibărit ale acestei specii sunt pantele nearate și înțelenite ale dealurilor din stepă și câmpii, fâșiile forestiere, perdelele tinere forestiere de protecție, pășunile cu vegetație ierboasă joasă și sectoarele virgine printre terenurile cultivate, lizierele sectoarelor de pădure și câmpie.
În Europa cuibărește la altitudini joase, de la regiunile de câmpie până la 450 m. Însă în alte părți se întâlnește pe platourile montane, adesea deasupra limitei superioare a pădurilor. Cuibărește până la 2.600 m în nord-vestul Africii și până la 2.000 m în Etiopia; între 1300 și 2150 m pe Muntele Hermon din Israel; până la 2.600 m în Caucaz (Armenia) și până la 3.600 m în regiunea Lacului Balhaș din estul Kazahstanului.
În timpul iernii și în timpul migrației, se întâlnește de obicei în același habitate din sezonul de cuibărit. În timpul migrației specia poate fi întâlnită în câmpie și zonele de coastă, adesea în aceleași habitate folosite în timpul migrației de ciocârliile de stol (Calandrella brachydactyla) și de pietrarul sur (Oenanthe oenanthe). Iarna, în Africa preferă solul arid; astfel specia este comună în zone costiere, stepe, tufărișuri de acacia și în zonele goale ale zonei de tranziție dintre savanele uscate și deșert, chiar și pe marginea deșertului; se asociază frecvent cu turmele de bovine.

## Deplasările sezoniere
În mare parte a arealului fâsa de câmp este o pasăre migratoare.
Populațiile vestice iernează predominant în Africa la sud de Sahara, în principal în Sahel, de la sud-vestul Mauritaniei și Senegambia spre est până în Etiopia, de asemenea în Valea Nilului și regiunea ce se întinde din sudul Sudanului spre sud până în nordul Somaliei și, mai rar, până în Uganda și nordul Keniei. Din când în când este înregistrat mai la sud, de ex. din Liberia spre est până în Ghana. Puține rămân să ierneze câteodată mai la nord, în estul regiunii mediteraneene, și un număr mic își petrec iarna în deșertul Sahara (sudul Algeriei).
În migrația de toamnă trec prin Falsterbo din sud-vestul Suediei în august și septembrie (perioada de vârf în ultimele două treimi a lui august până în prima treime a lui septembrie, prin Gibraltar de la jumătatea lui august până la jumătatea lui octombrie, coasta atlantică a Marocului de la jumătatea lui septembrie până la sfârșitul lui octombrie și Israel de la mijlocul lui august până la sfîrșitul lui noiembrie, în special în septembrie și octombrie. Sosesc în Senegambia de la începutul lui octombrie și Sudan și Etiopia din octombrie până în noiembrie.
În migrația de primăvară, trec prin Africa de Nord în principal de la mijlocul lui martie până în aprilie și prin Israel în special de la sfârșitul lui februarie până la sfârșitul lui aprilie, ajungând în vestul și sudul Europei Centrale de la mijlocul lui aprilie până la mijlocul lui mai, și în Suedia și Danemarca de la sfârșitul lui aprilie până la jumătatea lui mai.
Păsările dintr-o populație cuibăritoare în Republica Cehă și care ierna în vestul Sahelului, dotate cu geolocatoare care înregistrau intensitatea luminii, au migrat mai ales pe un traseu de-a lungul nord-vestului Alpilor și prin Peninsula Iberică, cu popasuri în nordul Africii. Totuși, în fiecare sezon de migrație, unul dintre doi indivizi diferiți a făcut ocolul Alpilor prin partea estică a lor. Când au traversat deșertul Sahara, trei din șase păsări urmărite au migrat toamna de-a lungul coastei Atlanticului, în timp ce toate cele cinci păsări urmărite au migrat primăvara prin apropierea coastei. Viteza medie în timpul migrației de toamnă a fost de 85 km/zi, în timp ce primăvara aceasta a fost de 100 km/zi. Toamna, începutul migrației a fost în medie pe la 10 august, iar data medie a sosirii în locurile de iernat a fost 27 septembrie, în timp ce primăvara data medie a plecării din locurile de iernat a fost 23 martie și data medie a sosirii în locurile de cuibărit a fost 7 mai. În medie, păsările urmărite au petrecut 48% din timpul anului în locurile de iernat, 27% în migrație și 25% în locurile de cuibărit.
Populațiile estice iernează în principal în Peninsula Arabică și sudul Asiei (sudul Iranului, Pakistan), la est până în nord-vestul Subcontinentului Indian, mai rar spre sud până în centrul Indiei peninsulară. De asemenea, iernează în Israel (destul de rar).
Subspecia griseus a fost înregistrată în pasaj în Orientul Mijlociu și Egipt.
Apariții accidentale au fost înregistrate în timpul vagabondajului la nord în Marea Britanie și Irlanda (637 de înregistrări în 1958-1985, cu perioada de vârf de la sfârșitul lui august până la jumătatea lui octombrie), în Islanda, Finlanda, Norvegia, la vest în Madeira și Insulele Capului Verde.
În România sosește la mijlocul lui aprilie și pleacă la finele lui septembrie în partea nordică și nord-estică a Africii și în sudul peninsulei Arabia.
Datele sosirii și plecării fâsei de câmp în România.
| Anul | Primul exemplar | Ultimul exemplar |
| ---- | --------------- | ---------------- |
| 1897 | —               | 1.X.             |
| 1898 | 17.IV           | —                |
| 1899 | —               | 19.IX.           |
| 1900 | 10.IV           | 29.IX.           |
| 1901 | 4.IV            | 18.IX.           |
| 1902 | 15.IV           | 3.X.             |
| 1903 | 10.IV           | 29.IX.           |
| 1904 | 8.IV            | —                |
| 1905 | 18.IV           | 3.X.             |
| 1906 | 16.IV           | 30.IX.           |
| 1907 | —               | 3.X.             |
| 1908 | 13.IV           | 6.X.             |
| 1909 | 16.IV           | —                |

În Republica Moldova sosește din țările calde la mijlocul lunii aprilie. Cea mai timpurie sosire a fost înregistrată în 1960 pe 12 aprilie (malul Nistrului lângă satul Coșnița).  În 1962, primele păsări au fost văzute la 16 aprilie (Grădina botanică din Chișinău). Migrația de toamnă începe la începutul lunii septembrie și continuă până la sfârșitul acestei luni. Uneori s-au observat în pasaj cârduri mari la începutul lunii octombrie (1.X.1963); la sfârșitul primei decadă a lui octombrie, păsările deja dispărură.

## Statutul și conservarea
Specia nu este amenințată cu dispariția la nivel global (LC – Least Concern după criteriile IUCN). Este destul de comună în cea mai mare parte a arealului. 

### Populația
Populația cuibăritoare din Europa este estimată la 909.000-1.720.000 de perechi, ceea ce echivalează cu 1.820.000-3.440.000 de indivizi maturi. Europa reprezintă 40% din arealul global al speciei, astfel încât o estimare preliminară a mărimii globale a populației este de 4.550.000-8.600.000 de indivizi maturi, deși este necesară validarea ulterioară a acestei estimări.
Trendul populațional la nivel global este probabil stabil în absența dovezilor unui declin sau unor amenințări substanțiale. În Europa, trendul începând cu 1991 este incert. Singura specie de fâse care a suferit un declin important de la mijlocul anilor 1960 și a fost considerată vulnerabilă a fost fâsa de câmp.
Mărimea populației din Europa a scăzut drastic între 1970 și 1990 și, deși lipsesc date importante din Spania și Rusia, tendința de scădere s-a continuat și în următoarea decadă în toată Europa, incluzând și populația semnificativă din Turcia. Totuși, acest declin este compensat de mărimea mare a populației globale. Situația este alarmantă în țările din centrul Europei. Într-adevăr, se pare că specia este în declin atât numeric cât și spațial în toate țările din centrul Europei. Cauzele declinului la nivel european nu sunt identificate cu precizie, însă mai mulți factori negativi sunt suspectați. În centrul Europei au rămas acum numai locuri mici și izolate de cuibărit, în special pe dunele de nisip îndepărtate de mare, în exploatările miniere din cariere pe soluri nisipoase și în locurile defrișate. Populația europeană principală se află în machia și gariga din regiunea mediteraneeană și în stepele și semideșerturile din sud-estul Rusiei europene, Ucraina și România.
Țările europene care găzduiesc cele mai mari populații sunt Spania cu 336.500-582.000 de perechi, Turcia (200.000 - 400.000 de perechi), Rusia (65.000-130.000 de perechi) și România (150.000-250.000) perechi), în timp ce în țări precum Franța, Grecia, Ungaria și Italia cuibăresc în jur de 20.000-30.000 de perechi. În Republica Moldova fâsa de câmp are un efectiv redus (1-2 perechi la 10 km traseu), aflat în descreștere.  Populația cuibăritoare din Republica Moldova este estimată la 2.000-3.000 de perechi.
În Africa a fost observată recent că cuibărește în regiunea afrotropicală etiopiană, fiind găsite două cuiburi construite la mijlocul lui mai în nordul Somaliei și au fost observate păsări aflate în paradă nupțială la hotarul cu Etiopia în aprilie-mai 1995; sunt necesare pe cercetări suplimentare pe teren pentru a stabili dacă cuibărește regulat în această regiune; s-a suspectat că cuibărește, de asemenea, în sud-vestul Mauritaniei și nord-vestul Libiei, dar nu există nici o confirmare.
Populația europeană estimată de perechi cuibăritoare.
| Țara (sau teritoriul) | Populația estimată (perechi cuibăritoare) | Anul estimării |
| --------------------- | ----------------------------------------- | -------------- |
| Albania               | 2.000-5.000                               | 2002-2012      |
| Armenia               | 35.000-70.000                             | 2002-2012      |
| Austria               | 50-60                                     | 2001-2012      |
| Azerbaidjan           | 10.000-50.000                             | 1996-2000      |
| Bielorusia            | 2.000-3.000                               | 2000-2012      |
| Bosnia și Herțegovina | 600-1.200                                 | 2010-2014      |
| Bulgaria              | 4.000-13.000                              | 2005-2012      |
| Croația               | 17.000-23.000                             | 2013           |
| Republica Cehă        | 20-40                                     | 2001-2003      |
| Danemarca             | 1                                         | 2011           |
| Estonia               | 5-20                                      | 2008-2012      |
| Finlanda              | 0-1                                       | 2004-2012      |
| Franța                | 8.000-18.000                              | 2008-2012      |
| Georgia               | Prezentă                                  | -              |
| Germania              | 1.000-1.600                               | 2005-2009      |
| Grecia                | 5.000-20.000                              | 2008-2012      |
| Ungaria               | 2.400-4.800                               | 2000-2012      |
| Italia                | 15.000-40.000                             | 2007           |
| Kosovo                | 300-500                                   | 2009-2014      |
| Letonia               | 141-242                                   | 2000-2004      |
| Lituania              | 600-800                                   | 2008-2012      |
| Macedonia             | 5.000-20.000                              | 2001-2012      |
| Moldova               | 2.000-3.000                               | 2000-2010      |
| Muntenegru            | 300-500                                   | 2002-2012      |
| Olanda                | 0                                         | 2008-2011      |
| Polonia               | 11.000-26.000                             | 2008-2012      |
| Portugalia            | 5.000-10.000                              | 2008-2012      |
| România               | 150.000-250.000                           | 2010-2013      |
| Rusia                 | 65.000-130.000                            | 2004-2008      |
| Serbia                | 3.100-3.800                               | 2008-2012      |
| Slovacia              | 100-120                                   | 2004-2012      |
| Slovenia              | 30-55                                     | 2008-2012      |
| Spania                | 336.500-582.000                           | 2004-2006      |
| Suedia                | 25-50                                     | 2008-2012      |
| Elveția               | 0-2                                       | 2008-2012      |
| Turcia                | 200.000-400.000                           | 2013           |
| Ucraina               | 27.500-44.500                             | 2000           |
| Uniunea Europeană     | 539.000-967.000                           | -              |
| Europa                | 909.000-1.720.000                         | -              |

### Amenințări potențiale
Populațiile din vestul și centrul Europei s-au micșorat considerabil datorită alterării și pierderii habitatului ca urmare a împăduririi habitatelor deschise, invaziei tufișurilor în zonele deschise, intensificării agriculturii și eutrofizării terenurilor cultivate. În plus, utilizarea pesticidelor poate fi, de asemenea, o amenințare prin reducerea disponibilității hranei. Schimbările climatice pot avea, de asemenea, un impact asupra acestei specii.
Fâsa de câmp preferă vegetația joasă și răzleață din locurile deschise. Intensificarea agriculturii în fostele locuri tradiționale de cultivare a pământului sau zonele de stepă poate duce la un declin considerabil al speciei. Abandonarea terenurilor agricole, în special celor folosite altădată ca pășuni (dealuri calcaroase, pajiști aride etc.), a dus la părăginirea lor și la o revegetalizare semnificativă, și prin urmare formarea unor habitate închise, puțin propice pentru fâsa de câmp. În același timp, plantarea de conifere  pe terenuri deschise nu este deloc favorabilă speciei.
Totuși în nord-estul Ucrainei, fâsele de câmp par să tolereze suprapășunatul, eroziunea, exploatarea în cariere și stadiile incipiente ale împăduririi. În acestă regiune specia cuibărește în două habitate principale, în pășunile calcaroasă și în dunele nisipoase din văile râurilor. Numărul transectelor în pășunile calcaroasă a arătat că abundența fâsei de câmp a fost legată în principal de doi parametri ai habitatului, și anume de înălțimea medie a vegetației și a covorului de iarbă.
Modificarea practicilor agricole, ca irigația terenurilor necultivate altădată, utilizarea pe scară largă a produselor fitosanitare și pesticidelor și pierderea vegetației naturale, au dus la scăderea numărului de insecte și alte nevertebrate cu care se hrănește fâsă de câmp și a fost legată de declinul numeric al speciei în Europa. Curățarea mecanică a plajelor elimină resturile marine rămase în urma refluxului, entomofauna acestora reprezentând o parte importantă a hranei fâsei de câmp în habitatelor litorale (mai ales a juvenililor). Artificializarea litoralului modifică geomorfologia și formarea sau menținerea dunelor de pe coastă.
În regiunea atlantică, numărul crescând de oameni care se odihnesc pe litoral și împădurirea dunelor fixate cu pini maritimi (Pinus pinaster) au un impact negativ asupra sistemelor de dune, care găzduiesc o mare parte a populației occidentale a acestei fâse. 
Alte amenințări potențiale sunt mortalitatea și alte efecte cauzate de prădători. Ca și în cazul altor păsări migratoare trans-sahariene care iernează în Sahel, secetele care au loc aici în mod regulat provoacă o mortalitate ridicată în timpul iernii.
În cele din urmă, se poate specula despre impactul schimbărilor climatice asupra mediului și asupra vieții sălbatice. Dacă prevalează climatul mai uscat în nordul Europei, speciile mediteraneene de păsări, de ex. fâsă de câmp, își pot extinde sau muta arealul spre părțile mai nordice ale continentului. Mai mult decât atât, se pare că există o corelație negativă între abundența fâsei de câmp și cea a fâsei de pădure în locuri în care arealele lor se suprapun.

### Măsuri de conservare necesare
Măsurile de conservare care pot fi aplicate pentru fâsa de câmp nu sunt specifice. Acestea vizează menținerea mai multor tipuri de habitate deschise naturale și artificiale, ale căror gestionare este de asemenea benefică pentru alte specii de animale și plante care au adesea o valoare mare patrimonială.
Practicile de pășunat tradiționale de intensitate scăzută trebuie menținute pentru a limita dezvoltarea vegetației dese care nu este propice pentru această specie. În plus, renunțarea la culturile agricole marginale din zonele de câmpie și convertirea acestora în locuri de pășunat oile poate avantaja această specie. Pășunatul oilor mențin o vegetație joasă sau de mică înălțime, favorabilă fâsei de câmp, dar și altor specii care trăiesc în mediu arid și/sau de stepă și prin urmare trebuie menținute sau redeschise vechile pășuni pentru ovine.
Trebuie evitată conversia locurilor de cuibărit (dealurilor calcaroase, pășunilor aride sau a stepei) în păduri și transformării culturilor erbacee din zonele uscate în culturi lemnoase (păduri). Este necesară conservarea, crearea și promovarea terenurilor necultivate cu o vegetație corespunzătoare pentru specie și menținerea miriștilor și interzicerea arderii acestora, menținerea managementului adecvat al miriștii în zonele unde a fost efectuat tradițional.
În taberele militare adesea este prezentă această specie. Reducerea activităților militare este frecvent însoțită de închiderea acestor habitate. Acestea trebuie achiziționate și menținute pentru a păstra biodiversitatea originală.  În dunele de pe litoral, dirijarea publicului (garduri și bariere) pentru a evita tropăitul și deranjarea speciei precum și protecția zonelor din spatele dunelor (dune fixe) și menținerea lor în stare inițială (vegetație naturală și absența plantațiilor forestiere) permit asigurarea persistenței populațiilor speciei în aceste medii. Curățarea plajelor va fi oprită în zonele de pe litoral frecventate de specie între martie și sfârșitul lunii iunie.
Alte măsuri de conservare necesare sunt reducerea chimicalelor folosite în agricultură, aplicarea chimicalelor mai puțin toxice și persistente; regularizarea perioadelor de folosire a erbicidelor în funcție de fenologia speciei, ajustarea calendarului agricol cu biologia speciei, evitarea extinderii industriale și urbane, încurajarea creșterii extensive a animalelor în zonele cu pericol de înmulțire excesivă a tufișurilor, controlul populațiilor de pisici și câini domestici sau sălbăticiți, interzicerea realizării fermelor eoliene și solare în habitate de stepă, evitarea fragmentării habitatelor de stepă prin structuri liniare.
Sunt necesare cercetări privind cauzele declinului în zonele în care pierderea habitatului nu reprezintă o amenințare semnificativă, inventarierea zonelor de reproducere actuale și potențiale, identificarea zonelor de migrație, hrănire și aglomerare importante pentru conservarea speciei, promovarea studiilor referitoare la diverse aspecte ale biologiei speciei, inclusiv ale parametrilor demografici. Sunt necesare cercetări suplimentare pe teren pentru a stabili dacă specia cuibărește în regiunea afrotropicală.

## Legături externe

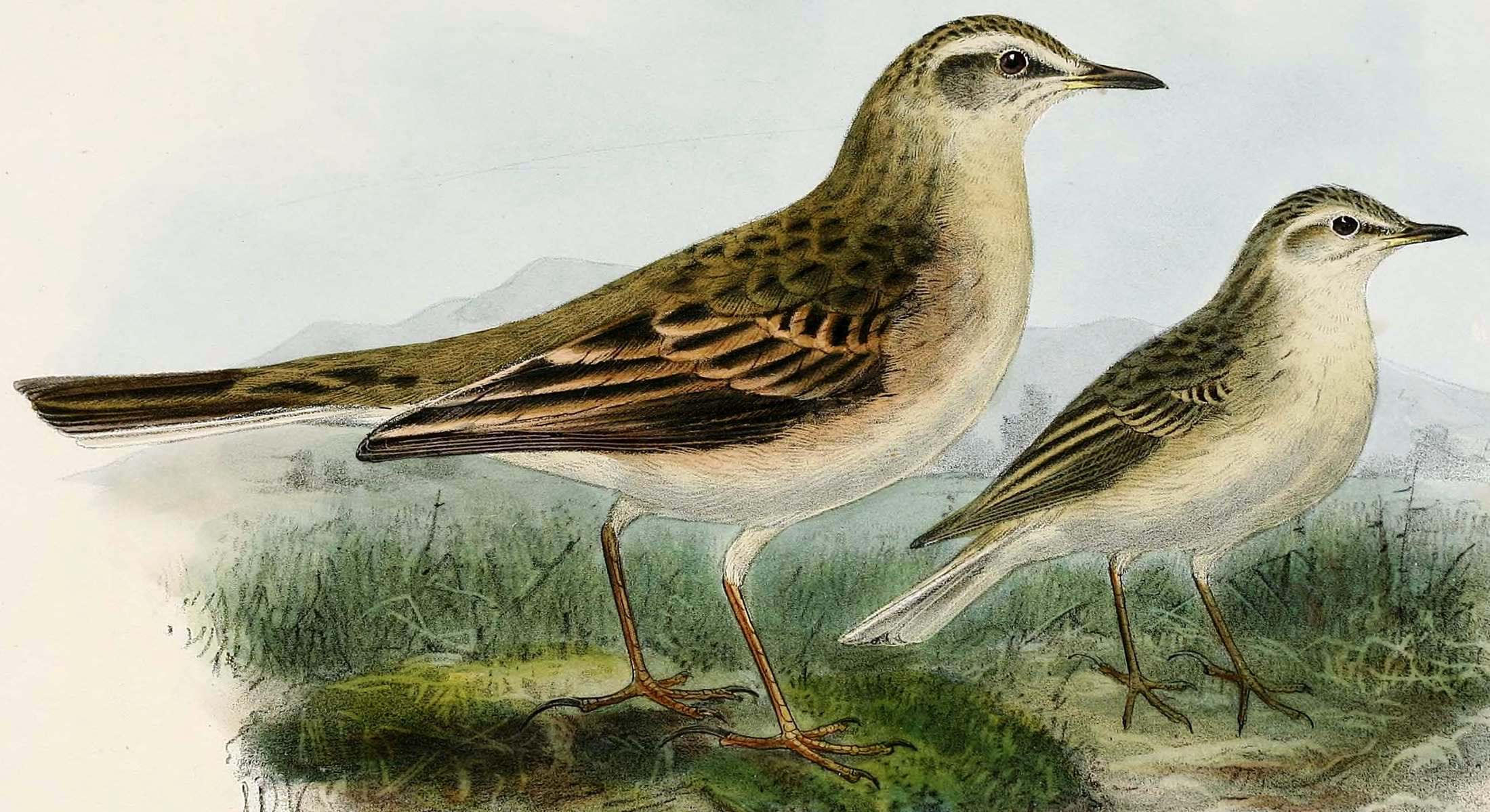
Fâsa de câmp după Dresser
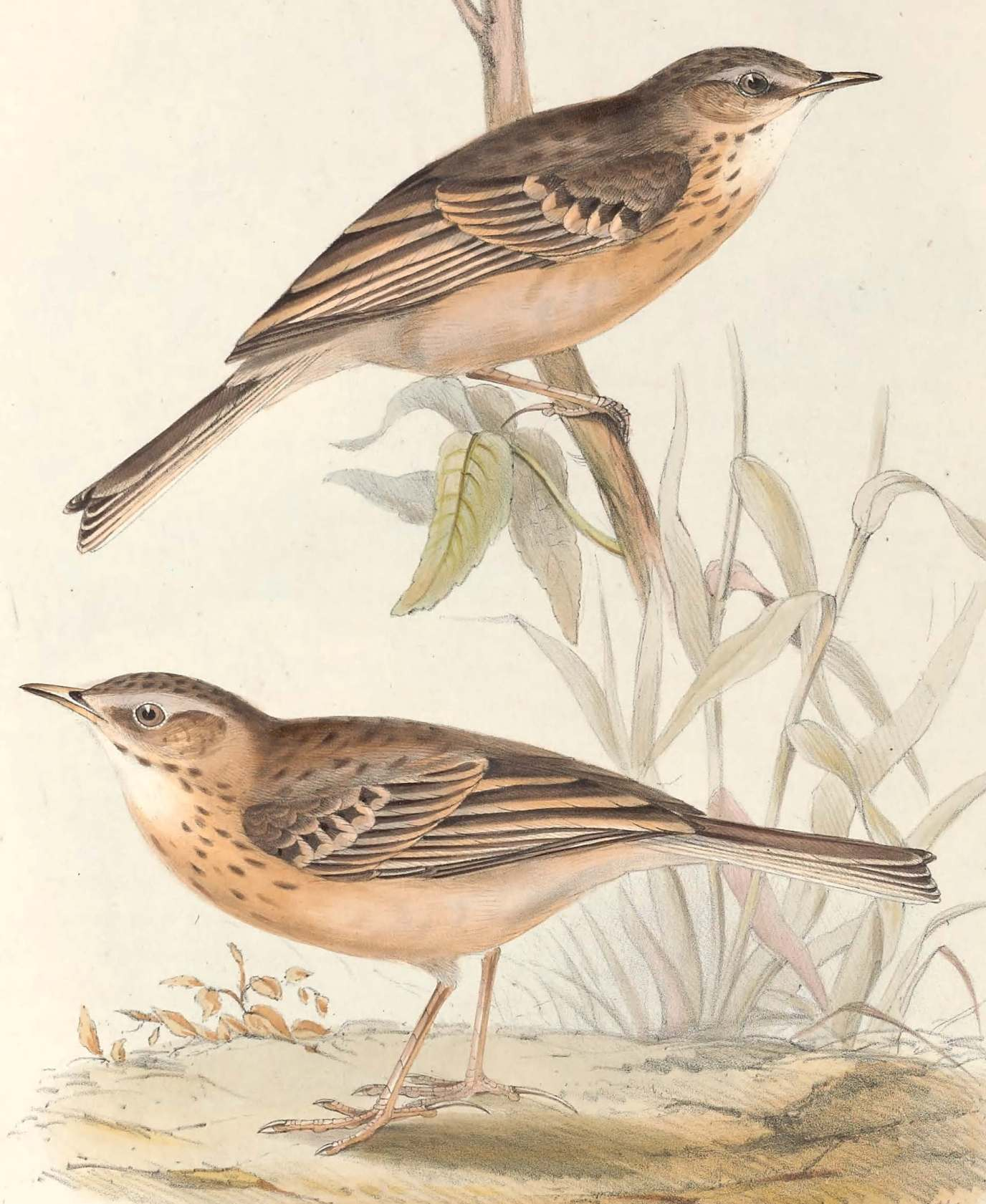
Fâsa de câmp după John Gould. (The birds of Europe)
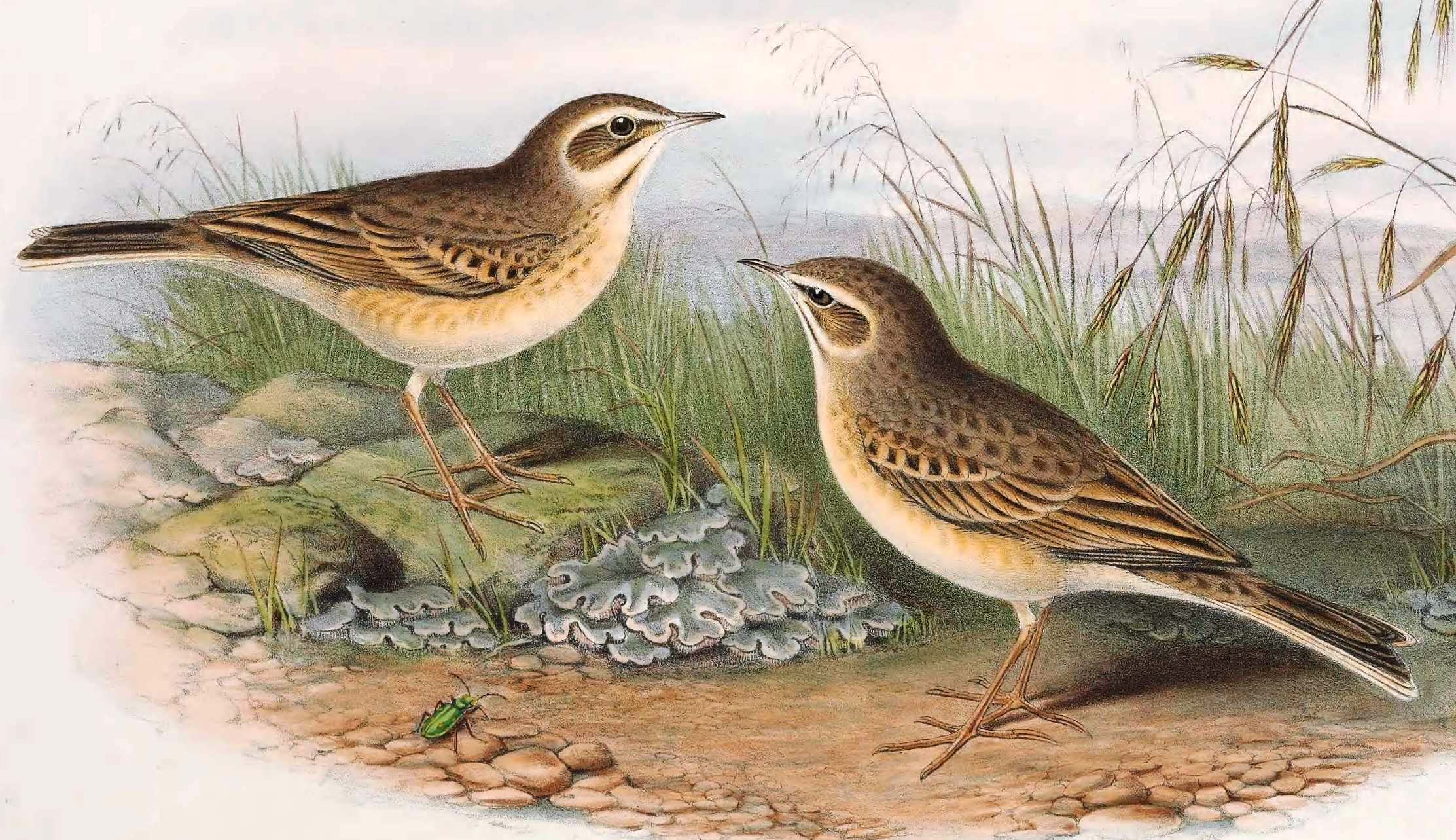
Fâsa de câmp după John Gould (The birds of Great Britain)
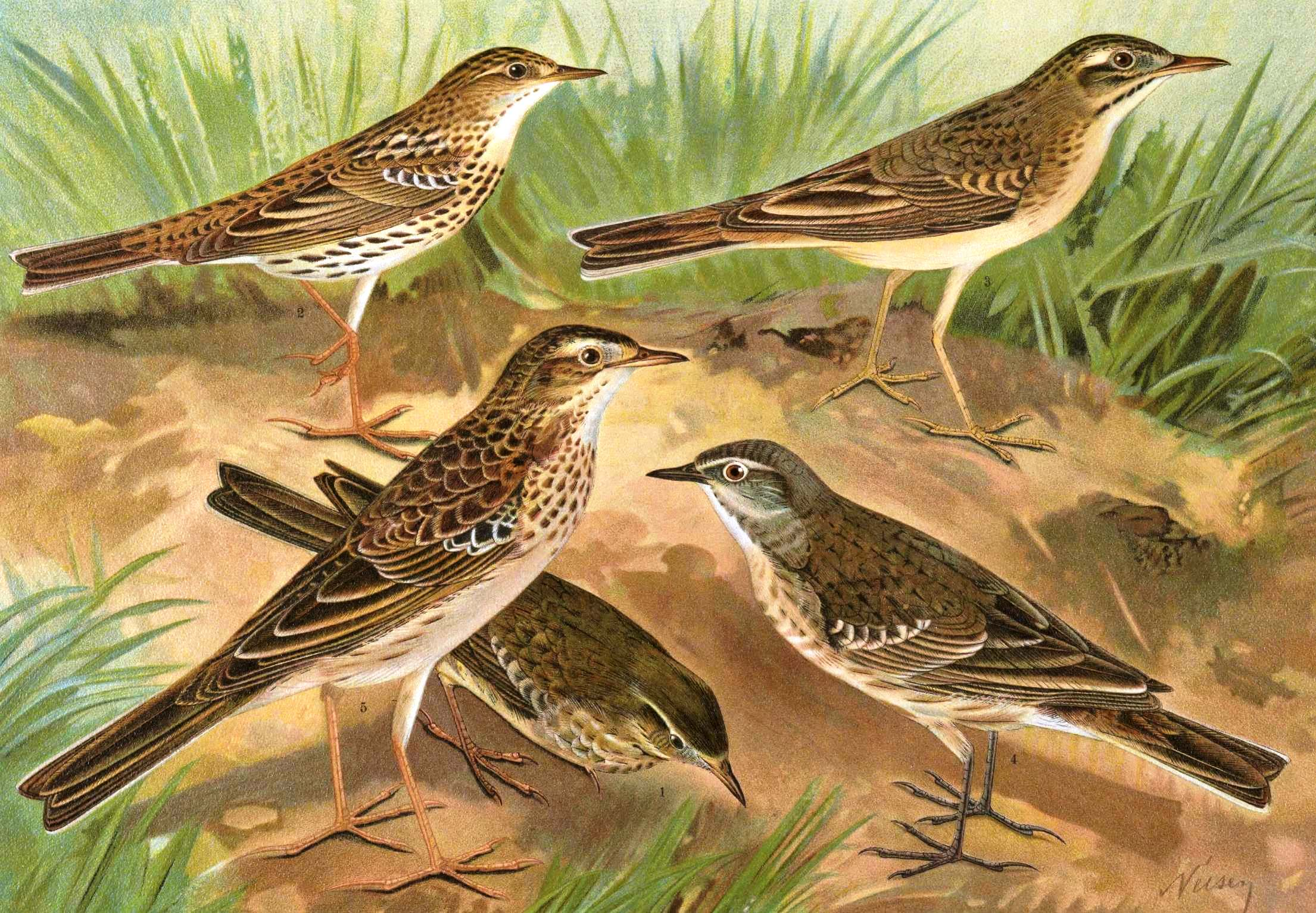
Fâsa de câmp după Naumann. 1. (stânga jos aplecată) Fâsă de stâncă (Anthus petrosus) - Mascul în penaj de vară; 2. (stânga sus) Fâsă siberiană (Anthus gustavi) - Mascul în penaj de vară; 3. (dreapta sus) Fâsă de câmp (Anthus campestris]]) - Mascul în penaj de vară; 4. (dreapta jos) Fâsă de munte (Anthus spinoletta) - Mascul în penaj de vară; 5. (stânga jos ridicată) Fâsă lui Richard (Anthus richardi) – Juvenil în penaj de toamnă